# آرشاویر شیراکیان

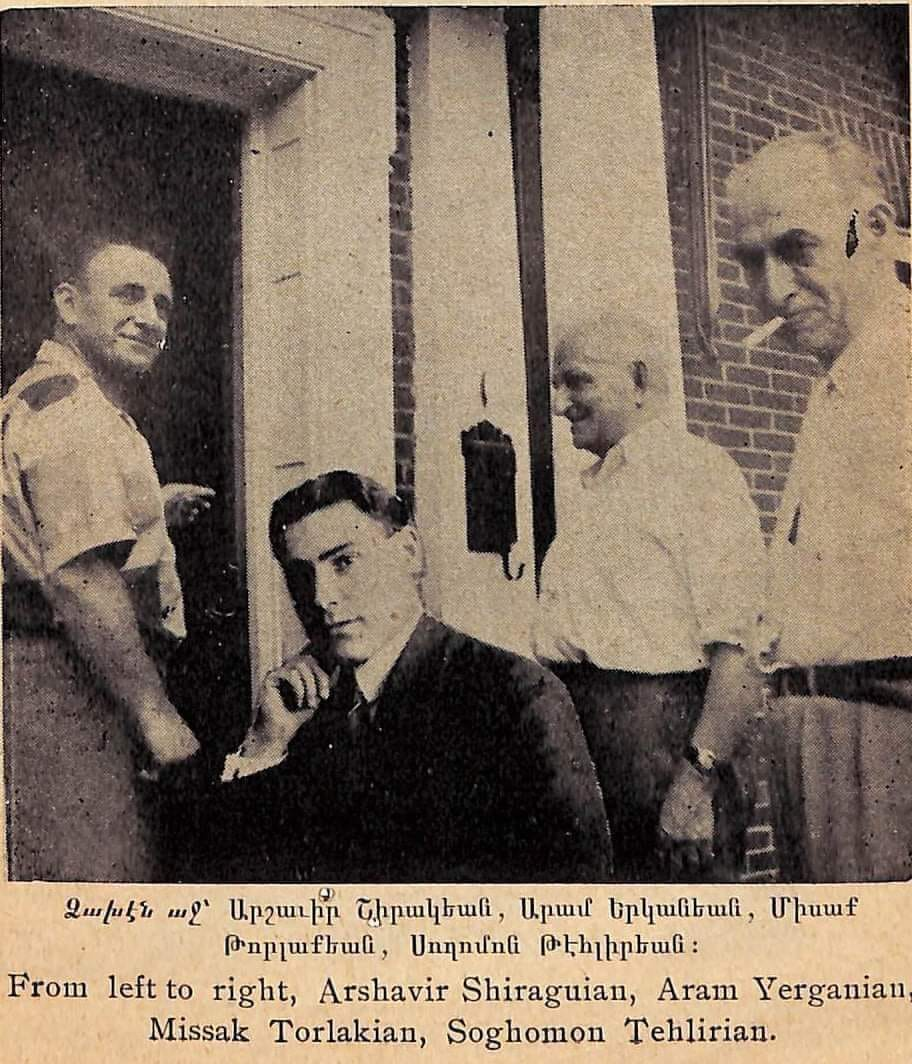

آرشاویر شیراکیان (ارمنی: Արշաւիր Շիրակեան) نویسنده اهل ارمنستان بود. وی به خاطر ترور جمال اعظمی و سعید حلیم پاشا دو تن از مسببین اصلی نسل‌کشی ارمنی‌ها شناخته می‌شود. شیراکیان که در جستجوی سعید حلیم پاشا بود از عثمانی به ایتالیا رفت و سرانجام وی را در روز ۶ دسامبر ۱۹۲۱ ترور نمود.